# Vodopadi Pará
Vodopadi Pará (špa. Salto Pará) su veliki slapovi na rijeci Caura u saveznoj državi Bolívar, Venezuela.